# Jan Philipsen
Jan Philipsen (Evertsoord, 27 augustus 1963) was bassist van de Limburgse band Rowwen Hèze.
Philipsen begon met gitaarspelen op 16-jarige leeftijd. In september 1984 was hij een van de oprichters van de band "The Legendary Texas Four", de voorloper van Rowwen Hèze, die vooral covers speelde van Engelstalige nummers. Deze band bleef bestaan totdat ze hem op advies van Jack Poels de nu zo bekende nieuwe naam gaven.
Philipsen speelt op verschillende typen basgitaren van het merk Cort. Tijdens theateroptredens bespeelt hij soms ook een contrabas van een (ook voor hemzelf) onbekend merk.
In 2013 maakte Philipsen bekend te stoppen bij Rowwen Hèze. Op 3 november trad hij voor de laatste keer op met Rowwen Hèze tijdens het Slotconcert.
Hij werd vervangen door Wladimir Geels, die eerder bassist van Triggerfinger was. 